# BA-6
BA-6 (ros. БA-6, Бронеавтомобиль) – średni samochód pancerny, konstrukcji radzieckiej, z okresu przed II wojną światową.

## Historia
W programie rozwoju kołowych wozów bojowych, wdrożonym przez dowództwo Armii Czerwonej, zaplanowano wyposażenie wojsk w średnie samochody pancerne z uzbrojeniem armatnim. Do tego celu planowano wykorzystać podwozia 3-osiowych samochodów ciężarowych. Początkowo były to importowane samochody marki Moreland, a później, produkowane na licencji Ford-Timken. Powstał szereg konstrukcji tej klasy. Jednym z pierwszych był samochód pancerny BA-27M skonstruowany w 1931 roku. Był to odpowiednio przystosowany kadłub samochodu BA-27, ustawiony na podwoziu Ford-Timken. Zbudowano kilkanaście pojazdów. W tym samym roku powstał samochód pancerny D-13. Przyjęty został do uzbrojenia i zbudowany w niewielkiej serii. W 1933 roku zbudowano niewielką serię samochodów pancernych BA-I. Następnym w łańcuchu konstrukcji był BA-3. Został on wyposażony w wieżę z armatą kal. 45 mm, pochodzącą z czołgu T-26. W latach 1934–1935, zbudowano serię 168 tych samochodów. W II połowie lat 30. przeprowadzono modernizację części znajdujących się w uzbrojeniu samochodów typu: BA-27M, D-13, BAI oraz BA-3. Wymieniano w nich podwozia na nowe, typu GAZ-AAA (licencyjna wersja samochodu Ford-Timken). Na tym samym podwoziu, w 1935 roku, w biurze konstrukcyjnym Fabryki Iżorskiej skonstruowano samochód pancerny BA-6.
BA-6 powstał jako wóz który miał zachować zalety BA-3, przy braku takich wad jak przeciążone podwozie i silnik oraz słabe właściwości terenowe. W tym celu zmodyfikowano podwozie zwiększając rozstaw kół z 1585 do 1600 mm, a ich bazę zmniejszając z 3220 do 3200 mm. Wzmocniono przy tym tylne mosty i zmodyfikowano skrzynię przekładniową. Zachowano koła z oponami 6.50-20, ale opony pneumatyczne zastąpiono wypełnionymi gąbczastą gumą co zwiększyło odporność opon na ostrzał, ale zmniejszyło prędkość maksymalną. Zmieniono także konstrukcję kadłuba likwidując właz w tylnej płycie. Dzięki tym działaniom masa pojazdu spadła do 5,12 t. Pancerny kadłub z płyt pancernych o grubości do 8 mm miał kształt podobny jak w innych sowieckich średnich samochodach pancernych. W przedniej części kadłuba znajdował się przedział silnikowy, a za nim stanowiska kierowcy i strzelca kadłubowego czkm DT. Za ich stanowiskami kadłub obniżał się, a na jego płycie stropowej umieszczona wieża pancerna pochodząca z czołgu lekkiego T-26 (w wersji z 1933 roku). Wewnątrz wieży stanowiska mieli dowódca i ładowniczy. Obsługiwali oni armatę 20K ob. 1932 kalibru 45 mm i sprzężony z nią czkm DT. Po bokach kadłuba zamocowane były dwa koła zapasowe. Mogły się one obracać i pomagały pokonywać przeszkody terenowe. Aby ułatwić obsługę silnika po bokach przedziału silnikowego znajdowały się otwory zamykane uchylnymi klapami. Pojazd napędzany był silnikiem GAZ-AA. Był to czterocylindrowy silnik gaźnikowy o pojemności skokowej 3285 cm³ i mocy 40 KM przy 2200 obr./min. Napęd przenoszony był na koła przy pomocy skrzyni biegów z czterema biegami do przodu i jednym wstecznym. Skrzynia biegów była wyposażona w reduktor podwajający liczbę biegów.
Pomimo że osiągi pojazdu nie tylko nie wzrosły w porównaniu z BA-3, a wręcz uległy pogorszeniu, w 1935 roku uruchomiono produkcję seryjną BA-6. Do 1938 (lub 1939) roku w którym zakończono produkcję powstało 386 tych wozów. Produkcję zakończono ponieważ w 1938 roku do produkcji trafił nowy BA-10. Wyprodukowane pojazdy trafiły do pododdziałów samochodów pancernych w oddziałach rozpoznawczych dywizji strzeleckich i kawalerii, oraz korpusów zmechanizowanych (później przemianowanych na pancerne). BA-6 były najczęściej grupowane w plutony (3-5 wozów) lub kompanie (10-15 wozów). Trafiły także do sformowanych w 1937 roku w Zabajkalskim Okręgu Wojskowym pułków samochodów pancernych przekształconych następnie w brygady składająca się z dowództwa, batalionu średnich samochodów pancernych, batalionu rozpoznawczego i batalionu karabinów maszynowych. Brygady te liczyły ok. 80 średnich i ok. 30 lekkich samochodów pancernych. 7, 8 i 9 Brygada wzięły udział w walki nad jeziorem walkach nad jeziorem Chasan w 1938 i jeziorem Chałchin-Goł w 1939 roku. Później brygady te rozformowano, a ich sprzęt przydzielono mniejszym oddziałom. Uzbrojone w BA-6 oddziały wzięły następnie udział w agresji na Polskę, aneksji Besarabii i wojnie zimowej. Kilka pojazdów zostało zdobytych przez Finów którzy używali ich pod oznaczeniem BAF-B lub BA-32-2. 1 grudnia 1940 roku na stanie RKKA było jeszcze 227 BA-6 (w tym 62 z radiostacjami). Po ataku niemieckim w czerwcu 1941 roku duża liczba tych pojazdów została przejęta przez Niemców i wcielona do oddziałów Wehrmachtu, Waffen-SS, oraz policji i innych służb bezpieczeństwa.
BA-6 były także eksportowane. 80 wozów tego typu zostało wysłanych w 1936 roku do Hiszpanii, gdzie przeszły test bojowy w czasie tamtejszej wojny domowej. Część z nich została przejęta przez oddziały frankistów i eksploatowano je do lat 60. pod oznaczeniem BA-32. Poza tym BA-6 zostały zakupione przez Turcję (możliwe że były to starsze BA-3), Afganistan, Mongolię, a prawdopodobnie także Chiny.

## Odmiany pojazdu
- BA-6ŻD – wersja przystosowana do jazdy po szynach.
- BA-6M – pojazd z wieżą nowej konstrukcji (stożkową, o pochylonych ścianach bocznych), pogrubionym pancerzem i nowym silnikiem GAZ-M1 o mocy 50-52 KM.
- BA-9 – pojazd o masie zmniejszonej do 4,5 t. Uzbrojony tylko w wielkokalibrowy karabin maszynowy DSzK kal. 12,7 mm, sprzężony z karabinem maszynowym DT.